# 徐龍達
徐 龍達（ソ・ヨンダル、1933年3月 - 2024年11月25日）は、韓国の経営学者。桃山学院大学名誉教授。

## 来歴
1933年韓国、釜山で生まれる。1942年、9歳の時に来日。1951年関西大蔵高等学校卒業。1957年大阪市立大学商学部を卒業し、1963年神戸大学大学院経営学研究科博士課程を修了。
1963年に桃山学院大学経済学部で専任講師（日本の四年制大学でアジア人初の教授会構成員）となって教鞭をとり、1965年助教授、1971年教授に昇進。2003年定年退職。
2024年11月25日死去。91歳没。

## 人物
教職の傍ら、外国籍の研究者が国公立の大学に採用されるよう市民運動を展開。1982年の「外国人教員任用法」の成立に尽力し、3300人を超える国公立大の外国人教員の採用に道筋を付けた。また、外国籍を理由に奨学金を受け取れなかった自らの経験を踏まえ、「在日韓国奨学会」を設立。返済義務のない給付型奨学金を約60年間支給してきた。今では日本人学生も対象とし、これまでに1000人以上を支援してきた。
2017年9月、長年の在日韓国人の人権擁護と法的地位向上に貢献したことを認められ、在日韓国人学者・研究者として初めて、国民勲章の第一等である無窮花章を受章した。

## 著書
- 448先生還暦記念委員会編『アジア市民と韓朝鮮人』日本評論社、1993年[7]
- 徐龍達編『共生社会への地方参政権』日本評論社、1995年
- 徐龍達・遠山淳・橋内武編著『多文化共生社会への展望』日本評論社、2000年
- 徐龍達編著『韓朝鮮人と日本人の自立した新しい共生ビジョンとはー21世紀韓朝鮮人の共生ビジョンー中央アジア・ロシア・日本の韓朝鮮人問題』日本評論社、2003年